# Slavink

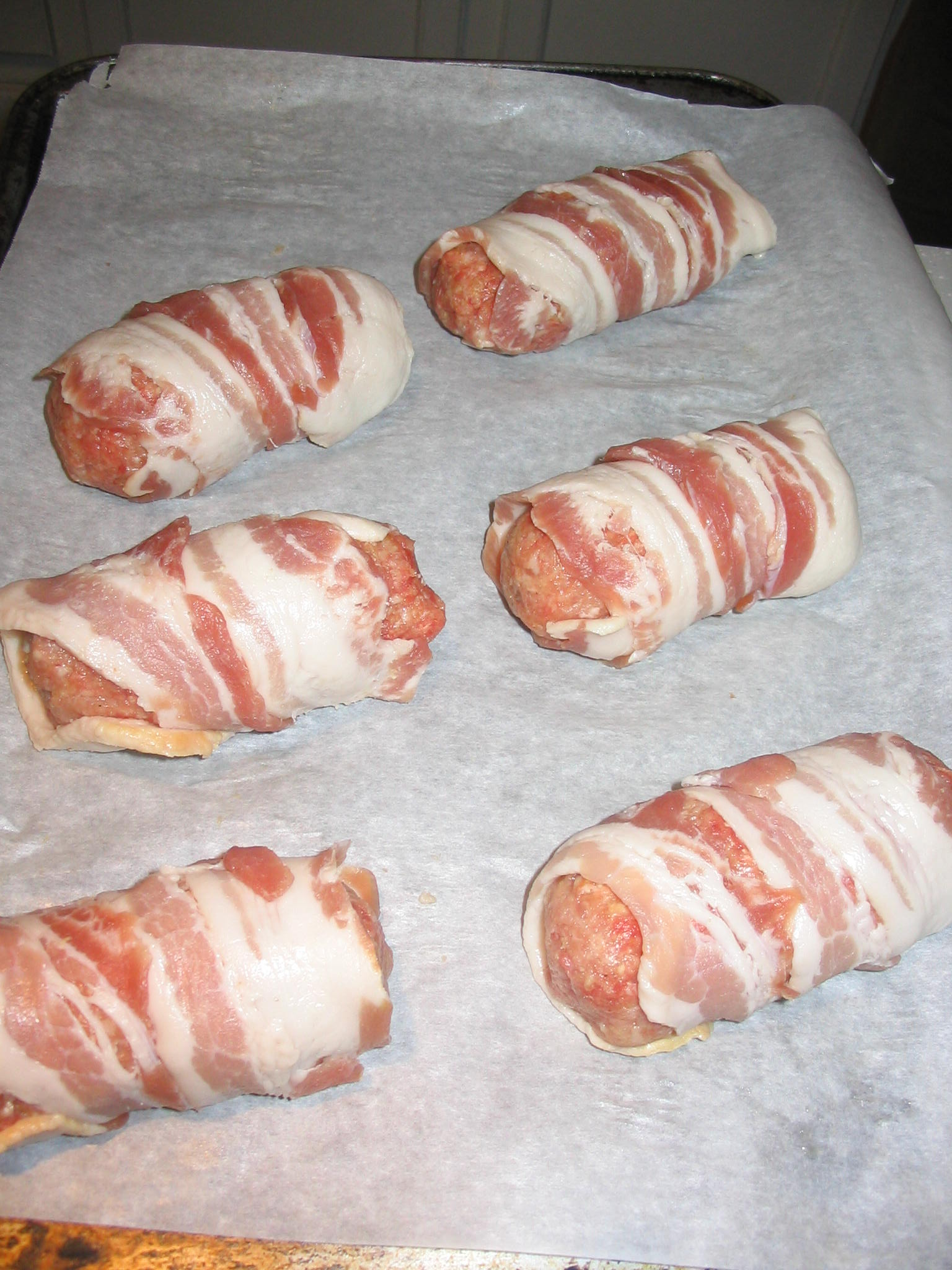
Seis slavinken, listos para cocinar.

El slavink es una receta de carne holandesa consistente habitualmente en carne picada llamada «mitad y mitad» (mitad ternera, mitad cerdo) envuelta en panceta (que en los Países Bajos no suele ahumarse) y cocinada en mantequilla o aceite vegetal unos 15 minutos. Una variante del plato llamada blinde vink se prepara envolviendo ternera picada en un filete fino también de ternera.
Los slavinken y blinde vinken suelen comprarse preparados en carnicerías y supermercados. Un slavink normal, antes de cocinarlo, pesa unos 100 gramos. La panceta se pega al relleno con transglutaminasa, una enzima que une proteínas (y normalmente se extrae de sangre animal).
El slavink fue desarrollado en 1952 por un carnicero, Slagerij Spoelder, en Laren, ganando con él el premio del «Anillo Dorado de Carnicero». Originalmente, el relleno de un slavink se hacía con salchicha ahumada.
El slavink suele presentarse como símbolo de la cocina holandesa tradicional, como en el libro De taal van de verpleging, una guía en holandés para enfermeras no nativas trabajando en los Países Bajos, gozando especialmente del favor de las generaciones mayores.